# Маровей (епископ Пуатье)

Церковь Франкского государства при Меровингах

Маровей (лат. Maroveus; умер между 591 и 594) — епископ Пуатье (между 567 и 569 — между 591 и 594).

## Биография
Основным нарративным источником о Маровее является «История франков» Григория Турского. Также Маровей упоминается и в других сочинениях этого автора.
О происхождении и ранних годах жизни Маровея достоверных сведений не сохранилось. На основании ономастических данных предполагается, что он был франком. Возможно, Маровей был знатного происхождения и получил хорошее для своего времени образование. В «Чудесах святого Мартина» Григорий Турский описывал Маровея как выдающегося прелата и достойного последователя святого Илария Пиктавийского.
В списках епископов Пуатье, наиболее ранний из которых составлен в XII веке, Маровей назван преемником Пасценция II. Точно не установлено, когда и при каких обстоятельствах Маровей получил епископскую кафедру в Пуатье. Достоверно известно только то, что это должно было произойти не ранее 567 года (датой последнего достоверного упоминания о Пасценции II) и не позднее 569 года (даты перенесения частицы Животворящего Креста в Пуатье). По утверждению Григория Турского, Маровей «добился в городе епископства» при короле франков Сигиберте I.
В отличие от епископа Пасценция II, Маровей был во враждебных отношениях с Радегундой. Будучи монахиней находившегося в Пуатье аббатства Святого Креста, та в 569 году организовала привоз из Константинополя частицы Животворящего Креста. Однако Маровей не только отказался возглавить перенесение реликвии в обитель, но и некоторое время не разрешал внести её в город. Радегунда была вынуждена обратиться за помощью к королю Сигиберту I, и тот повелел провести церемонию епископу Тура Евфронию, который даже не был митрополитом Пуатевинской епархии. По этому случаю Венанций Фортунат написал две поэмы («Vexilla regis prodeunt» и «Pange lingua gloriosi»), но ни в одной из них даже не упомянул о Маровее. Вероятно, причиной этого была именно враждебность епископа Пуатье к Радегунде, покровительнице поэта. В 570 году вопреки требованию Маровея Радегунда и аббатиса Агнесса ввели в монастыре Святого Креста строгие правила, основанные на уставе Цезария Арльского. Среди прочего, эти правила предусматривали неподвластность монастырей епископам. Впоследствии Маровей также всячески притеснял Радегунду, и это продолжалось до самой её смерти в 587 году. О причинах вражды между Маровеем и Радегундой медиевисты высказывают разные мнения. Предполагается, что разногласия между ними могли быть как церковного, так и политического характера. Среди первых называется желание Маровея установить полный контроль над аббатством Святого Креста, в то время находившимся под опекой епископов Тура. Ко вторым относят симпатии Радегунды к королю Сигиберту I, в то время как епископ был сторонником короля Хильперика I.
При епископе Маровее за контроль над Пуатье шла борьба между тремя франкскими королями: Хильпериком I, Сигибертом I и Гунтрамном. Ещё в 568 году Пуатье был включён во владения короля Сигиберта I, но уже в 569 году город был захвачен сыном Хильперика I Хлодвигом. Однако власть короля Нейстрии над Пуатье не была продолжительной: вскоре по просьбе Сигиберта I король Гунтрамн отвоевал город и возвратил его австразийскому монарху. В 573 году сын короля Хильперика I Теодеберт разбил войско герцога Гундовальда и снова установил контроль над Пуатье. При этом, по свидетельству Григория Турского, «Теодеберт совершил великое избиение народа и подверг пожару большую часть Турской области. […] И стоял в то время в церквах стон сильнее, чем во время гонений христиан при Диоклетиане». В 576—577 годах Пуатье находился под властью франкских мятежников (сначала принца Меровея, а затем герцога Гунтрамна Бозона), после чего перешёл под власть короля Хильдеберта II. Снова Пуатье подвергся нападениям вражеских войск в 584 и 585 годах. Их организатором был король Бургундии Гунтрамн. В результате этих вторжений окрестности города были сильно разорены, а многие местные жители убиты. Во время нападения 585 года бо́льшая часть Пуатье была сожжена, а епископ Маровей, чтобы предотвратить окончательное разграбление города, должен был переплавить часть церковной утвари, изготовить из неё монеты и заплатить ими дань. Однако как только вражеское войско ушло, жители Пуатье снова подчинились Хильдеберту II. Маровей же, по свидетельству Григория Турского, был главным сторонником нейстрийского короля Хильперика I в городе.
Вероятно, в связи с частыми переходами власти над Пуатье от одного франкского короля к другому живший здесь Венанций Фортунат для своей безопасности вынужден был принять постриг. Эту церемонию провёл епископ Маровей.
В «Истории франков» Григория Турского несколько раз упоминается, что находившаяся в Пуатье базилика Святого Илария использовалась представителями франкской знати как убежище от гнева Меровингов. Так, в этом храме в 577 году укрывался герцог Гунтрамн Бозон, а в 580 году — герцог Левдаст.
4 июля 578 года епископ Маровей ездил в Тур, где принял участие в праздновании, организованном в честь покровителя этого города, святого Мартина. По свидетельству Григория Турского, тогда же чудесным образом прозрел один из жителей Пуатье, приложившийся к мощам этого святого.
Осенью 584 года в Пуатье со свитой из более чем четырёх тысяч человек прибыла принцесса Ригунта, сосватанная за вестготского принца Реккареда. Отсюда сопровождавшие невесту знатные франки (герцог Бобон, Домигизил, Ансоальд и майордом принцессы Ваддон) возвратились в Париж, а оставшаяся при Ригунте челядь направилась в Тулузу.
Когда 13 августа 587 году Радегунда скончалась, Маровей под благовидным предлогом посещения приходов епархии отказался присутствовать на её похоронах. Поэтому церемонию погребения пришлось проводить Григорию Турскому. Однако уже через несколько дней возвратившийся Маровей угрозами вынудил святую Агнессу, аббатису монастыря Святого Креста, согласиться на его покровительство над обителью. Позднее епископ добился от короля Хильдеберта II разрешения управлять этим монастырём также, как он управлял и другими приходами своей епархии. Это позволило Маровею после смерти Агнессы назначить новой настоятельницей монастыря свою протеже Левбоверу.
В заключённом 29 ноября 587 года Анделотском договоре была подтверждена принадлежность города Пуатье к владениям короля Хильдеберта II.
В 589 году по приказу Хильдеберта II в Пуатье была проведена перепись для обновления податных списков. Её, по ходатайству Маровея, провели майордом королевы Брунгильды Флоренциан и граф дворца Ромульф. В результате, благодаря епископу, взимавшиеся с жителей Пуатье налоги были несколько снижены.
В том же году Маровей и Григорий Турский по повелению Хильдеберта II пытались урегулировать имущественный спор между родственницей короля Гунтрамна Инготрудой и её дочерью Бертегундой. Однако из-за непримиримости сторон так и не смогли это сделать.
Тогда же Маровей принял участие в ещё одном конфликте, в котором были замешаны персоны королевского происхождения. На этот раз спор возник в аббатстве Святого Креста. Монахини обители во главе с Хродехильдой, дочерью короля Хариберта I, и Базиной, дочерью короля Хильперика I, не пожелали подчиняться своей настоятельнице Левбовере, и изгнали ту из монастыря. Среди прочего, монахини обвинили епископа Маровея в полном пренебрежении нуждами аббатства и его насельниц. В конфликт, во время которого были убиты несколько человек, оказались вовлечены не только епископ Бордо Гундегизил, митрополит Маровея, но и многие другие прелаты Франкского государства. Восстановить порядок среди монахинь аббатства Святого Креста удалось только в 590 году, благодаря вмешательству королей Хильдеберта II и Гунтрамна. В ноябре того же года по постановлению состоявшегося в Меце церковного собора франкских епископов главные зачинщицы конфликта, Хродехильда и Базина, были отлучены от церкви.
Точная дата смерти Маровея неизвестна. Последнее свидетельство о епископе относится к 591 году, когда для урегулирования конфликта в аббатстве Святого Креста он ездил в Тур. Вероятно, Маровей скончался в Пуатье вскоре после этого, во всяком случае, не позднее 594 года, так как о его преемнике Платоне упоминается в «Чудесах святого Мартина» Григория Турского.